# Зашківська сільська рада
| Зашківська сільська рада — орган місцевого самоврядування у Львівському районі Львівської області з адміністративним центром у с. Зашків. Історична дата утворення: в 1940 році. Водоймища на території, підпорядкованій даній раді: річки Недільщина, Думний потік. Сільській раді підпорядковані населені пункти: - с. Зашків - с. Завадів - с. Зарудці |

## Склад ради
Рада складається з 16 депутатів та голови.

### Керівний склад ради
| ПІБ                          | Основні відомості                                                                              | Дата обрання | Дата звільнення |
| ---------------------------- | ---------------------------------------------------------------------------------------------- | ------------ | --------------- |
| Селецький Ігор Якович        | Сільський голова, 1960 року народження, освіта, член Конгресу Українських Націоналістів        | 26.03.2006   | 31.10.2010      |
| Чекайло Оксана Володимирівна | Сільський голова, 1957 року народження, освіта вища, член Всеукраїнського об'єднання «Свобода» | 31.10.2010   |                 |

Примітка: таблиця складена за даними джерела